# Agneta Lindén

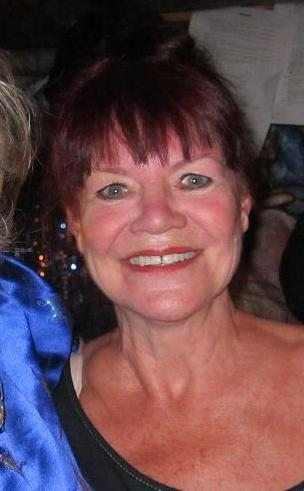
Lindén i augusti 2013.

Elsa Agneta Lindén, född 13 juni 1949 i Oskarshamn, är en svensk scenartist och skådespelare. 

## Biografi
Som tonåring skaffade hon sig scenrutin som vokalist i dansband, som mannekäng och som kranskulla för 6-dagarsloppet. Lindén studerade både klassisk och modern dans på Balettakademien i Stockholm och tog sånglektioner för Torsten Föllinger. 1969 turnerade hon i folkparkerna med Sune Mangs. Sedan följde kabaréer, bland annat AlexCab, rollen "Anita" i showen Wild Side Story, revyengagemang hos Sten-Åke Cederhök och Tjadden Hällström, TV-program med Owe Thörnqvist, musikalen Godspell med Björn Skifs och krogshow med Lasse Berghagen. 1977–1979 var hon primadonna hos Hagge Geigert på Lisebergsteatern i Göteborg. 
Hon hade en egen TV-show Lindén på scen som gick i sex avsnitt 1982. 
1983 spelade hon mot Nils Poppe i Två man om en änka på Nyan i Malmö. Poppe engagerade henne sedan till Fredriksdalsteatern i Helsingborg, där hon agerade i Lilla Helgonet 1984, Fars lille påg 1985 och Vita Hästen 1986.
På senare år har hon ägnat sig åt regi bland annat revyn Skåpbubblor i Falkenberg. Hon framträder även som kuplettsångerska och har gjort revyer och restaurangshower tillsammans med Claes Vogel och ungdomar i F.U.S.I.A.

## Filmografi
- 1972 – Anderssonskans Kalle
- 1980 – Repmånad
- 1985 – Lilla helgonet
- 1986 – Fars lille påg
- 1987 – Vita hästen
- 1997 – Pentagon (TV-serie)

## Teater

### Roller
| År   | Roll               | Produktion                                         | Regi                       | Teater              |
| ---- | ------------------ | -------------------------------------------------- | -------------------------- | ------------------- |
| 1973 |                    | Godspell John-Michael Tebelak och Stephen Schwartz | Jonnie Christen Klaus Pagh | Jarlateatern        |
| 1985 | Hembiträdet Katrin | Fars lille påg Franz Arnold och Ernst Bach         | Hans Bergström             | Fredriksdalsteatern |